# دوغ فورد
دوغ فورد (16 ديسمبر 1928 في أستراليا - ) (بالإنجليزية: Doug Ford)‏ هو لاعب كريكت أسترالي.

## وصلات خارجية
- دوغ فورد على موقع إي آس بي آن كريك إنفو (الإنجليزية)